# 北海道中学校の廃校一覧
北海道中学校の廃校一覧（ほっかいどうちゅうがっこうのはいこういちらん）は、北海道内の廃校になった中学校の一覧。対象となるのは、学制改革（1947年）以降に廃校となった中学校、および分校である。校名は廃校当時のもの。廃校時に中学校が所在した自治体がその後合併により消滅している場合は、現行の自治体に含む。また、現在休校中の道内の中学校（分校）も記載する。
（）内は、廃校になった年を表している。特に月日が表記されていないものについては、3月31日に閉校したものとする。

## 国立中学校
- 北海道教育大学附属釧路中学校（2021年北海道教育大学附属釧路小学校と統合し北海道教育大学附属釧路義務教育学校へ）[1]

## 公立中学校

### 石狩振興局（旧石狩支庁）

#### 札幌市
- 札幌市立一条中学校（1968年新設の札幌市立中央中学校へ統合）[2]
- 札幌市立陵雲中学校（同上）[2]
- 札幌市立滝野中学校（1969年札幌市立常盤中学校へ統合）[3]
- 札幌市立盤渓中学校（1975年札幌市立向陵中学校へ統合）[4]
- 札幌市立豊羽中学校（2002年札幌市立定山渓中学校へ統合）[3]
- 札幌市立東米里中学校（2011年札幌市立米里中学校へ統合）[5]
- 札幌市立東米里中学校ひまわり分校（2011年陵北中ひまわり分校へ移行、2015年閉校）[6]
- 札幌市立もみじ台南中学校（2022年札幌市立もみじ台中学校へ統合）[7]
- 札幌市立福移中学校（2023年札幌市立福移小学校と統合し札幌市立義務教育学校福移学園へ移行）[8]

豊平町（1961年・札幌市に編入）
- 豊平町立豊瀧中学校（1956年定山渓中へ統合）[9]

#### 江別市
- 江別市立篠津中学校（1966年11月新設の江北中へ統合）[10]
- 江別市立美原中学校（同上）[10]
- 江別市立八幡中学校（同上）[10]
- 江別市立江北中学校（2011年江別市立江別第三中学校へ統合）[11]
- 江別市立角山中学校（2013年江別市立中央中学校へ統合）[12]

#### 恵庭市
- 恵庭市立盤尻中学校（1964年[13]恵庭市立恵庭中学校〈当時：恵庭町立〉へ統合）

恵庭村（1951年・恵庭町に町制施行）
- 恵庭村立島松中学校（1949年新設の恵庭市立恵北中学校〈当時：恵庭村立〉へ統合）[14]
- 恵庭村立松園中学校（同上）[14]
- 恵庭村立松鶴中学校（同上）[14]

#### 千歳市
- 千歳市立水明中学校藤の沢分校（1964年閉校）[15]
- 千歳市立水明中学校（1966年千歳市立千歳中学校へ統合）[15]
- 千歳市立泉郷中学校（1968年千歳中へ統合）[16]
- 千歳市立中央中学校（1972年真町中へ統合）[16]
- 千歳市立長都中学校（2005年閉校）[17]
- 千歳市立真町中学校（2012年千歳中へ統合）[18]

#### 石狩市
- 石狩市立望来中学校（2007年厚田中へ統合）[19]
- 石狩市立厚田中学校（2020年石狩市立聚富中学校、石狩市立厚田小学校、石狩市立聚富小学校と統合し石狩市立厚田学園へ移行）[19]
- 石狩市立聚富中学校（1952年望来中聚富分校から独立、2020年厚田中、厚田小、聚富小と統合し厚田学園へ移行）[19]

石狩町（1996年・石狩市へ市制施行）
- 石狩町立樽川中学校〈旧〉（1973年閉校）[20][注釈 1]
- 石狩町立石狩中学校〈旧〉（1980年新設の石狩市立石狩中学校〈当時：石狩町立〉へ統合）[21]
- 石狩町立高岡中学校（同上）[21]
- 石狩町立生振中学校（同上）[21]

厚田村（2005年・石狩市に編入）
- 厚田村立望来中学校正利冠分校（1953年閉校）[19]
- 厚田村立発足中学校（1955年厚田中発足分校から独立、1971年8月20日厚田中へ統合）[19]
- 厚田村立古潭中学校（1955年厚田中古潭分校から独立、1990年望来中へ統合）[19]

浜益村（2005年・石狩市に編入）
- 浜益村立黄金中学校（1951年石狩市立浜益中学校〈当時：浜益村立〉へ統合）[22]
- 浜益村立浜東中学校（1951年浜益中浜東分校となり、1954年再独立、1966年浜益中へ統合）[22]
- 浜益村立実田中学校（1951年浜益中実田分校となり、1954年再独立、1968年浜益中へ統合）[22]
- 浜益村立千代志別中学校（1966年幌中へ統合）
- 浜益村立尻苗中学校（1951年浜益中尻苗分校となり、1954年再独立、1983年浜益中へ統合）[22]
- 浜益村立濃昼中学校（1951年浜益中濃昼分校となり、1954年再独立[22]、1992年廃校）
- 浜益村立幌中学校（1951年浜益中幌分校となり、1954年再独立、1999年浜益中へ統合）[22]

#### 石狩郡（当別町）
- 当別町立高岡中学校（1963年当別町立西当別中学校から独立するも、1968年再統合）[23]
- 当別町立当別中学校四番川分校（1967年青山中央中へ統合）[24]
- 当別町立三番川中学校（1971年青山中央中へ統合）[24]
- 当別町立二股中学校（1975年青山中央中へ統合）[24]
- 当別町立青山中央中学校（2000年弁華別中へ統合）[24]
- 当別町立中小屋中学校（2005年当別中へ統合）[25]
- 当別町立弁華別中学校（2016年当別中へ統合）[25]
- 当別町立当別中学校（2022年当別小と統合し義務教育学校の当別町立とうべつ学園へ）[7]

### 渡島総合振興局（旧渡島支庁）

#### 函館市
- 函館市立柳町中学校（1949年）[26]
- 函館市立愛宕中学校（1977年船見中と統合し西中へ）[27]
- 函館市立船見中学校（1977年愛宕中と統合し西中へ）[27]
- 函館市立中央中学校（1950年中島中から改称、1982年松川中と統合し凌雲中へ）[27]
- 函館市立松川中学校（1950年松風中から改称、1982年中央中と統合し凌雲中へ）[27]
- 函館市立新川中学校（1993年旭中と統合し宇賀の浦中へ）[27]
- 函館市立旭中学校（1993年新川中と統合し宇賀の浦中へ）[27]
- 函館市立蛾眉野中学校（2003年亀尾中へ統合）[27]
- 函館市立東光中学校（2005年尻岸内中と統合し函館市立恵山中学校へ）[27]
- 函館市立尻岸内中学校（2005年東光中へと統合し恵山中へ）[27]
- 函館市立五稜中学校（2016年統合により函館市立五稜郭中学校へ）[28]
- 函館市立大川中学校（同上）[28]
- 函館市立桐花中学校（同上）[28]
- 函館市立亀尾中学校（2017年函館市立戸倉中学校へ統合）[29]
- 函館市立西中学校（2018年統合により函館市立青柳中学校へ）[30]
- 函館市立潮見中学校（同上）[30]
- 函館市立宇賀の浦中学校（同上）[30]
- 函館市立凌雲中学校（2018年統合により函館市立巴中学校へ）[28]
- 函館市立光成中学校（同上）[28]
- 函館市立的場中学校（同上）[28]
- 函館市立潮光中学校（2021年函館市立戸井西小学校・函館市立日新小学校・日新中と統合し函館市立戸井学園へ）[31]
- 函館市立日新中学校（2021年戸井西小・日新小・潮光中と統合し戸井学園へ）[31]
- 函館市立尾札部中学校（2023年臼尻中と統合し函館市立南茅部中学校へ）[31]
- 函館市立臼尻中学校（2023年尾札部中と統合し南茅部中へ）[31]

戸井村（1968年・戸井町へ町制施行）
- 戸井村立小安中学校（1952年汐首中と統合し潮光中へ）[32]
- 戸井村立汐首中学校（1952年小安中と統合し潮光中へ）[32]

南茅部町（2004年・函館市に編入）
- 南茅部町立古部中学校（1967年尾札部中へ統合）[27]

#### 北斗市
上磯町（2006年・北斗市を新設）
- 上磯町立上磯中学校谷川分校（1949年1月）[33]
- 上磯町立上磯中学校沖川分校（1950年）[33]

大野町（2006年・北斗市を新設）
- 大野町立大野中学校〈旧〉（1974年萩野中と統合し北斗市立大野中学校〈当時：大野町立〉へ）[33]
- 大野町立萩野中学校（1974年大野中〈旧〉と統合し大野中〈新〉へ）[33]

#### 松前郡（松前町、福島町）
松前町
- 松前町立松前中学校〈旧〉（1969年統合により松前町立松前中学校〈新〉へ）[34][注釈 2]
- 松前町立大澤中学校（同上）[34]
- 松前町立館浜中学校（同上）[34]
- 松前町立小島中学校（2000年[35]）
- 松前町立大島中学校（2015年松前中へ統合）[36]

福島町
- 福島町立岩部中学校（1992年）[37]
- 福島町立千軒中学校（1997年）[37]
- 福島町立吉岡中学校（2010年福島町立福島中学校へ統合）[38]

#### 上磯郡（木古内町）
- 木古内町立第一中学校（1967年統合により木古内町立木古内中学校へ）[39]
- 木古内町立第二中学校（同上）[39]
- 木古内町立札苅中学校（同上）[39]

#### 亀田郡（七飯町）
- 七飯町立精進川中学校（1961年）[40]
- 七飯町立峠下中学校（1990年七飯町立七飯中学校へ統合）[41]
- 七飯町立大沼中学校（2020年大沼小、軍川小、東大沼小と統合し七飯町立大沼岳陽学校へ）[42]
- 七飯町立大沼中学校鈴蘭谷分校（2020年大沼小鈴蘭谷分校と統合し七飯町立大沼岳陽学校鈴蘭谷分校へ）
- 七飯村立大沼中学校軍川分校（1951年11月16日）[40]

#### 茅部郡（森町）
森町〈旧〉（2005年・森町を新設）
- 森町立三岱中学校（1971年）
- 森町立赤井川中学校（1981年森町立森中学校へ統合）[注釈 3]
- 森町立駒ヶ岳中学校（同上）

砂原町（2005年・森町を新設）
- 砂原町立砂原中学校〈旧〉（1975年沼尻中と統合し森町立砂原中学校〈当時：砂原町立〉へ）[43]
- 砂原町立沼尻中学校（1975年砂原中〈旧〉と統合し砂原中〈新〉へ）[43]

#### 二海郡（八雲町）
- 八雲町立野田生中学校〈旧〉（1959年野田追中と統合し八雲町立野田生中学校〈新〉へ）[44]
- 八雲町立野田追中学校（1959年野田生中〈旧〉と統合し野田生中〈新〉へ）[44]
- 八雲町立上鉛川中学校（1965年八雲町立八雲中学校へ統合）[45]
- 八雲町立八雲鉱山中学校（1969年7月31日）[45]
- 八雲町立熊嶺中学校（1972年）[45]
- 八雲町立桜野中学校（1975年[44]野田生中桜野分校となり、1976年廃校[45]）
- 八雲町立上の湯中学校（1976年八雲町立落部中学校へ統合）[46]
- 八雲町立大関中学校（1981年八雲中へ統合）[45]
- 八雲町立山崎中学校（同上）[45]
- 八雲町立山越中学校（1993年野田生中へ統合）[44]
- 八雲町立黒岩中学校（2004年八雲中へ統合）[47]
- 八雲町立熊石第一中学校（2017年熊石第二中と統合し八雲町立熊石中学校へ）[48]
- 八雲町立熊石第二中学校（2017年熊石第一中と統合し熊石中へ）[48]

#### 山越郡（長万部町）
- 長万部町立長万部中学校〈旧〉（1982年統合により長万部町立長万部中学校〈新〉へ）[49]
- 長万部町立国縫中学校[49]（同上）
- 長万部町立静狩中学校[49]（同上）
- 長万部町立双葉中学校[49]（同上）

### 檜山振興局（旧檜山支庁）

#### 檜山郡（江差町、上ノ国町、厚沢部町）
江差町
- 江差町立水堀中学校（2002年統合により江差町立江差北中学校へ）[50]
- 江差町立朝日中学校（同上）[50]
- 江差町立日明中学校（同上）[50]

上ノ国町
- 上ノ国町立神明中学校（1977年[51]）
- 上ノ国町立若葉中学校（1987年）[51]
- 上ノ国町立小砂子中学校（1988年早川中へ統合）[52]
- 上ノ国町立上ノ国中学校〈旧〉（1996年統合により上ノ国町立上ノ国中学校〈新〉へ）[53]
- 上ノ国町立河北中学校（同上）[53]
- 上ノ国町立滝沢中学校（同上）[53]
- 上ノ国町立湯ノ岱中学校（同上）[53]
- 上ノ国町立早川中学校（2001年上ノ国中へ統合）[53]

厚沢部町
- 厚沢部町立清水中学校（2007年[54]）
- 厚沢部町立厚沢部中学校〈旧〉（2018年統合により厚沢部町立厚沢部中学校〈新〉へ）[55]
- 厚沢部町立鶉中学校（同上）[55]
- 厚沢部町立館中学校（同上）[55]

#### 爾志郡（乙部町）
- 乙部町立乙部中学校〈旧〉（2004年統合により乙部町立乙部中学校〈新〉へ）[56]
- 乙部町立栄浜中学校（同上）[56]
- 乙部町立姫川中学校（同上）[56]
- 乙部町立明和中学校（同上）[56]
- 乙部町立富岡中学校（2002年休校、2004年乙部中へ統合[56]）

#### 奥尻郡（奥尻町）
- 奥尻町立奥尻中学校〈初代〉（1969年統合により奥尻中〈2代目〉へ）[57]
- 奥尻町立稲穂中学校（同上）[57]
- 奥尻町立宮津中学校（同上）[57]
- 奥尻町立神威脇中学校（1980年青苗中へ統合）[57]
- 奥尻町立奥尻中学校〈2代目〉（2017年青苗中と統合し奥尻町立奥尻中学校〈3代目〉へ）[58]
- 奥尻町立青苗中学校（2017年奥尻中〈2代目〉と統合し奥尻中〈3代目〉へ）[58]

#### 瀬棚郡（今金町）
- 今金町立神丘中学校（1969年今金町立今金中学校へ統合）[59]
- 今金町立豊田中学校（1973年今金中へ統合）[52]
- 今金町立日進中学校（同上）[60]
- 今金町立美利河中学校（1981年今金中へ統合）[61]
- 今金町立花石中学校（同上）[52]
- 今金町立中里中学校（同上）[52]
- 今金町立八束中学校（同上）[52]
- 今金町立金原中学校（同上）[52]
- 今金町立種川中学校（1988年今金中へ統合）[62]

#### 久遠郡（せたな町）
北檜山町（2005年・せたな町を新設）
- 北檜山町立日中戸中学校（1964年）[63]
- 北檜山町立松岡中学校（1974年せたな町立北檜山中学校〈当時：北檜山町立〉へ統合）[64]
- 北檜山町立愛知中学校（1980年北檜山中へ統合）[64]
- 北檜山町立小倉山中学校（同上）[64]
- 北檜山町立左股中学校（1989年北檜山中へ統合）[64]
- 北檜山町立二俣中学校（同上）[64]
- 北檜山町立小川中学校（同上）[64]
- 北檜山町立太櫓中学校（1991年北檜山中へ統合）[64]
- 北檜山町立若松中学校（2005年北檜山中へ統合）[64]
- 北檜山町立丹羽中学校（同上）[64]

瀬棚町（2005年・せたな町を新設）
- 瀬棚町立美谷中学校（1979年）

大成町（2005年・せたな町を新設）
- 大成町立久遠中学校（1978年統合によりせたな町立大成中学校〈当時：大成町立〉へ）[65][注釈 4]
- 大成町立太田中学校（同上）[65]
- 大成町立長磯中学校（同上）[65]
- 大成町立貝取間中学校（同上）[65]
- 大成町立平田内中学校（同上）[65]

大成村（1966年・大成町へ町制施行）
- 大成村立平和中学校（1955年平田内中平和分校から独立、1963年8月平田内中へ統合）[52]

### 後志総合振興局（旧後志支庁）

#### 小樽市
- 小樽市立富岡中学校（1957年旭ヶ丘中と統合し小樽市立西陵中学校へ）[66]
- 小樽市立旭ヶ丘中学校（1957年富岡中と統合し西陵中へ）[66]
- 小樽市立石山中学校（2002年[67]）
- 小樽市立東山中学校（2002年小樽市立菁園中学校へ統合）[68]
- 小樽市立住吉中学校（同上）[68]
- 小樽市立塩谷中学校（2016年小樽市立長橋中学校へ統合）[69]
- 小樽市立末広中学校（2017年北山中と統合し小樽市立北陵中学校へ）[70]
- 小樽市立北山中学校（2017年末広中と統合し北陵中へ）[70]

#### 島牧郡（島牧村）
- 島牧村立島牧中学校〈旧〉（1990年統合により島牧村立島牧中学校〈新〉へ）[71]
- 島牧村立東島牧中学校（同上）[71]
- 島牧村立原歌中学校（同上）[71]
- 島牧村立栄浜中学校（同上）[71]

#### 寿都郡（寿都町、黒松内町）
寿都町
- 寿都町立寿都中学校〈旧〉（1979年統合により寿都町立寿都中学校〈新〉へ）[72]
- 寿都町立樽岸中学校（同上）[72]
- 寿都町立湯別中学校（同上）[72]
- 寿都町立歌棄中学校（同上）[72]
- 寿都町立磯谷中学校（同上）[72]

黒松内町
- 黒松内町立作開中学校（1968年黒松内町立黒松内中学校へ統合）[73]
- 黒松内町立豊幌中学校（1978年黒松内中へ統合）[73]
- 黒松内町立大成中学校（1987年黒松内中へ統合）[73]
- 黒松内町立中ノ川中学校（2007年[74]）

黒松内村（1959年・黒松内町へ町制施行）
- 黒松内村立黒松内中学校豊幌分校（1949年4月20日）[73]
- 黒松内村立黒松内中学校大成分校（1949年4月20日）[73]
- 黒松内村立黒松内中学校東栄分校（1949年4月20日）[73]

#### 磯谷郡（蘭越町）
- 蘭越町立港中学校（1959年9月1日名駒中御成分校と統合し初田中へ）[75]
- 蘭越町立名駒中学校御成分校（1959年9月1日港中と統合し初田中へ）[75]
- 蘭越町立川上中学校（1966年11月15日豊浦町新富中学校へ統合）[76]
- 蘭越町立蘭越中学校〈旧〉（1976年統合により蘭越町立蘭越中学校〈新〉へ）[77]
- 蘭越町立名駒中学校（同上）[77]
- 蘭越町立初田中学校（同上）[77]
- 蘭越町立三和中学校（同上）[77]
- 蘭越町立目名中学校（同上）[77]

#### 虻田郡（ニセコ町、真狩村、留寿都村、喜茂別町、京極町、倶知安町）
ニセコ町
- ニセコ町立ニセコ中学校〈旧〉（1967年統合によりニセコ町立ニセコ中学校〈新〉旧校舎となり、1968年新校舎に移転）[78]
- ニセコ町立近藤中学校（1967年ニセコ中〈新〉近藤校舎となり、1969年新校舎に移転）[78]
- ニセコ町立福井中学校（1967年ニセコ中〈新〉福井校舎となり、1969年新校舎に移転）[78]
- ニセコ町・蘭越町学校組合立桂中学校（1976年蘭越中へ統合）[79]

真狩村
- 真狩村立御保内中学校（1974年真狩村立真狩中学校へ統合）[注釈 5]

留寿都村
- 留寿都村立留寿都中学校〈旧〉（1976年統合により留寿都村立留寿都中学校〈新〉へ）[81]
- 留寿都村立三ノ原中学校（同上）[81]
- 留寿都村立登中学校（同上）[81]

喜茂別町
- 喜茂別町立栄中学校（1966年喜茂別中〈旧〉へ統合）[82]
- 喜茂別町立喜茂別中学校〈旧〉（1971年11月1日統合により喜茂別町立喜茂別中学校〈新〉へ）[82]
- 喜茂別町立鈴川中学校（同上）[82]
- 喜茂別町立双葉中学校（同上）[82]

京極町
- 京極町立錦中学校（1970年京極町立京極中学校へ統合）[83]
- 京極町立脇方中学校（1970年10月31日）[83]

倶知安町
- 倶知安町立瑞穂中学校（1979年統合により東陵中へ）[84]
- 倶知安町立八幡中学校（同上）[84]
- 倶知安町立寒別中学校（同上）[84]
- 倶知安町立樺山中学校（同上）[84]
- 倶知安町立倶知安中学校〈旧〉（2013年東陵中と統合し倶知安町立倶知安中学校〈新〉へ）[85]
- 倶知安町立東陵中学校（2013年倶知安中〈旧〉と統合し倶知安中〈新〉へ）[85]

#### 岩内郡（共和町）
- 共和町立前田中学校（1975年統合により共和町立共和中学校へ）[86]
- 共和町立梨野舞納中学校（同上）[86]
- 共和町立発足中学校（同上）[86]
- 共和町立発足第二中学校（同上）[86]
- 共和町立小沢中学校（同上）[86]

#### 古宇郡（神恵内村）
- 神恵内村立神恵内中学校清川分校（1965年）[87]
- 神恵内村立川白中学校（1998年）[87]
- 神恵内村立珊内中学校（1998年）[87]

#### 積丹郡（積丹町）
- 積丹町立余別中学校（廃校時期不明）[88]
- 積丹町立野塚中学校（1981年積丹町立美国中学校へ統合）[注釈 6]
- 積丹町立幌武意中学校（同上）

#### 古平郡（古平町）
- 古平町立稲倉石中学校（1971年）[89]

#### 余市郡（余市町、赤井川村）
余市町
- 余市町立豊浜中学校（1986年余市町立西中学校へ統合）[90]

赤井川村
- 赤井川村立常盤中学校（1980年都中常盤分校となり、1986年廃校）
- 赤井川村立赤井川中学校〈旧〉（1992年都中と統合し赤井川村立赤井川中学校〈新〉へ）[注釈 7]
- 赤井川村立都中学校（1992年赤井川中〈旧〉と統合し赤井川中〈新〉へ）

### 空知総合振興局（旧空知支庁）

#### 夕張市
- 夕張市立若菜中学校（1949年11月25日鹿ノ谷中と統合し若鹿中〈1950年千代田中へ改称〉へ）
- 夕張市立鹿ノ谷中学校（1949年11月25日若菜中と統合し若鹿中へ）
- 夕張市立真谷地中学校（1952年沼の沢中と統合し向陽中へ）
- 夕張市立沼の沢中学校（1952年真谷地中と統合し向陽中へ）
- 夕張市立北陵中学校（1979年東山中へ統合）
- 夕張市立夕張第一中学校（1983年東山中と統合し夕張中〈初代〉へ）
- 夕張市立東山中学校（1983年夕張第一中と統合し夕張中〈初代〉へ）
- 夕張市立登川中学校（1987年向陽中と統合し緑陽中へ）
- 夕張市立向陽中学校（1987年登川中と統合し緑陽中へ）
- 夕張市立鹿島中学校（1996年）
- 夕張市立夕張中学校〈初代〉（2005年[91]）
- 夕張市立幌南中学校（2008年清水沢中へ統合）[92]
- 夕張市立緑陽中学校（2010年統合により夕張市立夕張中学校〈2代目〉へ）[93]
- 夕張市立清水沢中学校（同上）[93]
- 夕張市立千代田中学校（同上）[93]

#### 岩見沢市
- 岩見沢市立東光中学校分校（1961年）[94]
- 岩見沢市立大願中学校（1970年岩見沢市立緑中学校へ統合）[95]
- 岩見沢市立栄中学校（1983年志文中と統合し岩見沢市立清園中学校へ）[96]
- 岩見沢市立志文中学校（1983年栄中と統合し清園中へ）[96]
- 岩見沢市立美流渡中学校（2019年清園中へ統合）[97]

北村（2006年・岩見沢市に編入）
- 北村立北村中学校〈旧〉（1968年統合により岩見沢市立北村中学校〈当時：北村立〉へ）[98]
- 北村立豊正中学校（同上）[98]
- 北村立北村東中学校（同上）[98]
- 北村立幌達布中学校（同上）[98]

栗沢町（2006年・岩見沢市に編入）
- 栗沢町立上美流渡中学校（1970年美流渡中へ統合）[99]
- 栗沢町立栗沢中学校〈旧〉（1970年統合により岩見沢市立栗沢中学校〈当時：栗沢町立〉へ）[100]
- 栗沢町立北斗中学校（同上）[100]
- 栗沢町立茂世丑中学校（同上）[100]
- 栗沢町立万字中学校（1979年美流渡中へ統合）[99]

#### 美唄市
- 美唄市立茶志内中学校分校（1949年）[101]
- 美唄市立美唄中学校分校（1952年）[102]
- 美唄市立上美唄中学校（1951年小川中から改称、1953年統合により西美唄中へ）[101]
- 美唄市立元村中学校（同上）[101]
- 美唄市立富樫中学校（同上）[101]
- 美唄市立中村中学校（1966年茶志内中へ統合）[101]
- 美唄市立常盤中学校（1973年）[101]
- 美唄市立沼東中学校（1973年[101]）
- 美唄市立峰延中学校〈初代〉（1980年沼南中と統合し峰延中〈2代目〉へ）[101]
- 美唄市立沼南中学校（1980年峰延中〈初代〉と統合し峰延中〈2代目〉へ）[101]
- 美唄市立東明中学校（1949年7月盤の沢中から改称、1983年美唄市立美唄中学校の一部と統合し美唄市立東中学校へ）[101]
- 美唄市立西美唄中学校（2008年美唄中へ統合）[101]
- 美唄市立茶志内中学校（同上）[101]
- 美唄市立峰延中学校〈2代目〉（2019年美唄中へ統合）[101]
- 美唄市立南美唄中学校（2021年東中へ統合）[103]

#### 芦別市
- 芦別市立高根中学校（1967年9月30日芦別市立芦別中学校へ統合）[104]
- 芦別市立油谷中学校（1970年芦別中へ統合）[104]
- 芦別市立黄金中学校（1975年芦別中へ統合）[104]
- 芦別市立野花南中学校（1980年統合により啓成中へ）[104]
- 芦別市立滝里中学校（同上）[104]
- 芦別市立上芦別中学校（同上）[104]
- 芦別市立常磐中学校（1988年芦別中へ統合）[104]
- 芦別市立新城中学校（1993年芦別中へ統合）[104]
- 芦別市立西芦別中学校〈初代〉（1996年頼城中と統合し西芦別中〈2代目〉へ）[104]
- 芦別市立頼城中学校（1996年西芦別中〈初代〉と統合し西芦別中〈2代目〉へ）[104]
- 芦別市立西芦別中学校〈2代目〉（2006年啓成中へ統合）[104]
- 芦別市立啓成中学校（2024年芦別中へ統合）[105]

#### 赤平市
- 赤平市立住吉中学校（1971年[106]）
- 赤平市立双葉中学校（1976年住友赤平中と統合し赤平中央中へ）[107]
- 赤平市立住友赤平中学校（1976年双葉中と統合し赤平中央中へ）[107]
- 赤平市立幌岡中学校（1984年）[106]
- 赤平市立平岸中学校（2007年赤平中央中へ統合）[107]
- 赤平市立茂尻中学校（同上）[107]
- 赤平市立赤平中央中学校（2018年赤平市立赤平中学校へ統合）[108]

#### 三笠市
- 三笠市立桂澤中学校（1967年）[109]
- 三笠市立幾春別中学校（1982年弥生中と統合し幾生中へ）[110]
- 三笠市立弥生中学校（1982年幾春別中と統合し幾生中へ）[110]
- 三笠市立幌内中学校（1998年三笠市立三笠中学校へ統合）[111]
- 三笠市立幾生中学校（2005年[112]）
- 三笠市立三笠中央中学校（2011年三笠中へ統合）[111]

#### 滝川市
- 滝川市立東栄中学校（1980年滝川市立明苑中学校へ統合）[113]
- 滝川市立江部乙中学校（2022年滝川市立江陵中学校へ統合）[114]

江部乙町（1971年・滝川市を新設）
- 江部乙町立北辰中学校（1969年東陽中と統合し江部乙中へ）[115]
- 江部乙町立東陽中学校（1969年北辰中と統合し江部乙中へ）[115]

#### 砂川市
- 砂川市立北光中学校（1970年空知太中と統合し石山中へ）[116]
- 砂川市立空知太中学校（1970年北光中と統合し石山中へ）[116]
- 砂川市立砂川中学校〈旧〉（1995年豊沼中と統合し砂川市立砂川中学校〈新〉へ）[116]
- 砂川市立豊沼中学校（1995年砂川中〈旧〉と統合し砂川中〈新〉へ）[116]
- 砂川市立石山中学校（2023年砂川中へ統合）[117]

#### 歌志内市
- 歌志内市立新歌志内中学校（1953年神威中へ統合）
- 歌志内市立神威中学校（1982年歌志内中へ統合）[118]
- 歌志内市立歌志内中学校（2021年歌志内市立歌志内小学校と統合し義務教育学校歌志内市立歌志内学園へ）[119]

#### 深川市
- 深川市立納内中学校〈初代〉（1981年統合により納内中〈2代目〉へ）[120]
- 深川市立菊丘中学校（同上）[120]
- 深川市立吉住中学校（同上）[120]
- 深川市立音江中学校〈初代〉（1981年向陽中と統合し音江中〈2代目〉へ）[121]
- 深川市立向陽中学校（1981年音江中〈初代〉と統合し音江中〈2代目〉へ）[121]
- 深川市立深川中学校〈旧〉（2014年音江中〈2代目〉と統合し深川市立深川中学校〈新〉へ）[121]
- 深川市立音江中学校〈2代目〉（2014年深川中〈旧〉と統合し深川中〈新〉へ）[121]
- 深川市立納内中学校〈2代目〉（2014年深川市立一已中学校へ統合）[122]
- 深川市立多度志中学校〈2代目〉（同上）[122]

一已村（1963年・深川市を新設）
- 一已村立一已中学校〈旧〉（1960年9月1日北新中と統合し一已中〈新〉へ）[122]
- 一已村立北新中学校（1960年一已中〈新〉北新分校となり、1962年8月23日完全統合）[122]
- 一已村立入志別中学校（1961年12月15日）[122]

多度志町（1970年・深川市に編入）
- 多度志町立湯内中学校（1966年多度志中〈初代〉へ統合）[123]
- 多度志町立多度志中学校〈初代〉（1970年統合により多度志中〈2代目、同時に深川市に合併〉多度志教場となり、1972年完全統合）[123]
- 多度志町立鷹泊中学校（1970年多度志中〈2代目〉鷹泊教場となり、1972年完全統合）[123]
- 多度志町立幌成中学校（1970年多度志中〈2代目〉幌成教場となり、1972年完全統合）[123]

#### 空知郡（奈井江町、上砂川町）
奈井江町
- 奈井江町立東奈井江中学校（1966年奈井江町立奈井江中学校へ統合）[124]
- 奈井江町立南中学校（1970年[124]奈井江中南分教室となり、1971年廃止）
- 奈井江町立三井奈井江中学校（1970年[124]奈井江中三井奈井江分教室となり、1971年廃止）

上砂川町
- 上砂川町立上砂川第一中学校（1971年上砂川第二中と統合し上砂川町立上砂川中学校へ）[注釈 8]
- 上砂川町立上砂川第二中学校（1971年上砂川第一中と統合し上砂川中へ）

#### 夕張郡（由仁町、長沼町、栗山町）
由仁町
- 由仁町立東三川中学校（1961年）
- 由仁町立岩内中学校（1965年由仁中〈初代〉へ統合）
- 由仁町立古山中学校（1967年三川中へ統合）
- 由仁町立川端中学校（1986年三川中へ統合）[125]
- 由仁町立由仁中学校〈初代〉（2012年三川中と統合し由仁町立由仁中学校〈2代目〉へ）[125]
- 由仁町立三川中学校（2012年由仁中〈初代〉と統合し由仁中〈2代目〉へ）[125]

長沼町
- 長沼町立中央長沼中学校（2014年統合により長沼町立長沼中学校へ）[126]
- 長沼町立北長沼中学校（同上）[126]
- 長沼町立南長沼中学校（同上）[126]

栗山町
- 栗山町立円山中学校（1952年継立中円山分校から独立、1968年継立中へ統合）[127]
- 栗山町立栗山中学校〈旧〉（1970年統合により栗山町立栗山中学校〈新〉へ）[128]
- 栗山町立角田中学校（同上）[128]
- 栗山町立雨煙別中学校（同上）[128]
- 栗山町立継立中学校（2014年栗山中へ統合）[127]

#### 樺戸郡（月形町、新十津川町）
月形町
- 月形町立紅葉谷中学校（1963年）[129]
- 月形町立札比内中学校（2001年月形町立月形中学校へ統合）[注釈 9]

新十津川町
- 新十津川町立北美沢中学校（1969年）[130]
- 新十津川町立新十津川中学校〈旧〉（1970年統合により新十津川町立新十津川中学校〈新〉へ）[130]
- 新十津川町立花月中学校（同上）[130]
- 新十津川町立大和中学校（同上）[130]
- 新十津川町立吉野中学校（同上）[130]
- 新十津川町立学園中学校（同上）[130]
- 新十津川町立幌加中学校（同上）[130]
- 新十津川町立美沢中学校（同上）[130]
- 新十津川町立上吉野中学校（同上）[130]

#### 雨竜郡（雨竜町、北竜町、沼田町）
雨竜町
- 雨竜町立川上中学校（1972年雨竜町立雨竜中学校へ統合）[131]
- 雨竜町立国領中学校（1973年雨竜中へ統合）[131]

雨竜村（1961年・雨竜町へ町制施行）
- 雨竜村立雨竜橋中学校（1948年雨竜中へ統合）[131]

北竜町
- 北竜町立竜西中学校（1971年北竜町立北竜中学校へ統合）[132]
- 北竜町立美葉牛中学校（1982年北竜中へ統合）[132]

北竜村（1961年・北竜町へ町制施行）
- 北竜村立和中学校（1950年6月20日統合により北竜中へ）[132]
- 北竜村立和中学校附設美葉牛分校（同上）[132]
- 北竜村立碧水中学校（同上）[132]

沼田町
- 沼田町立沼田中学校〈旧〉（1968年統合により沼田中央中〈現：沼田町立沼田中学校〉へ）[133]
- 沼田町立共成中学校（同上）[133]
- 沼田町立北竜中学校（同上）[133]
- 沼田町立昭和中学校（1969年7月22日）[133]
- 沼田町立浅野中学校（1970年）[133]

### 上川総合振興局（旧上川支庁）

#### 旭川市
- 旭川市立第三中学校（1948年4月12日第八中と統合し旭川市立明星中学校へ）[134]
- 旭川市立第八中学校（1948年4月12日第三中と統合し明星中へ）[134]
- 旭川市立第四中学校（1948年4月14日第七中と統合し旭川市立光陽中学校へ）[135]
- 旭川市立第七中学校（1948年4月14日第四中と統合し光陽中へ）[135]
- 旭川市立旭川第二中学校旭正分校（1950年）[136]
- 旭川市立柏台中学校（1960年東鷹栖中第三分校から独立、1997年旭川市立東鷹栖中学校へ統合）[137]
- 旭川市立豊里中学校（2006年[138]）
- 旭川市立神居古潭中学校（2007年[139]）
- 旭川市立旭川第一中学校（2007年旭川市立旭川中学校へ統合）[140]
- 旭川市立千代ヶ岡中学校（2008年旭川市立西神楽中学校へ統合）[141]
- 旭川市立雨紛中学校（2009年旭川市立神居東中学校へ統合）[142]
- 旭川市立聖園中学校（2015年統合により旭川市立中央中学校へ）[143]
- 旭川市立常盤中学校（同上）[143]
- 旭川市立北都中学校（同上）[143]
- 旭川市立旭川第二中学校（2020年旭川市立東明中学校、旭川市立東陽中学校、旭川中へ分割統合）[144]

東旭川町（1963年・旭川市に編入）
- 東旭川町立旭川中学校日の出分校（1950年）[140]

東鷹栖村（1969年・東鷹栖町へ町制施行、1971年・旭川市に編入）
- 東鷹栖村立東鷹栖中学校第一分校（1956年）[137]
- 東鷹栖村立東鷹栖中学校第四分校（1956年）[137]

#### 士別市
- 士別市立温根別中学校（2015年[145]）
- 士別市立多寄中学校（2020年士別中へ統合）[146]

士別市〈旧〉（2005年・士別市を新設）
- 士別市立大和中学校（1967年上士別中〈初代〉へ統合）[147]
- 士別市立下士別中学校（1967年士別市立士別中学校へ統合）[148]
- 士別市立中士別中学校（1971年士別中へ統合）[148]
- 士別市立川西中学校（1972年士別市立士別南中学校へ統合）[149]
- 士別市立伊文中学校（1974年）[150]
- 士別市立上士別中学校〈初代〉（1975年兼内中と統合し士別市立上士別中学校〈2代目〉へ）[147]
- 士別市立兼内中学校（1975年上士別中〈初代〉と統合し上士別中〈2代目〉へ）[147]
- 士別市立北温中学校（1980年温根別中へ統合）[150]
- 士別市立白山中学校（1985年温根別中へ統合）[150]

朝日町（2005年・士別市を新設）
- 朝日町立朝日中学校三栄分校（1965年）[145]
- 朝日町立似峡中学校（1967年）[145]
- 朝日町立茂志利中学校（1979年）[145]

#### 名寄市
- 名寄市立風連日進中学校（2011年休校[151]、2013年名寄市立風連中学校へ統合[152]）

名寄市〈旧〉（2006年・名寄市を新設）
- 名寄市立中名寄中学校（1951年名寄中日彰分校から独立、1971年名寄市立名寄中学校へ統合）[153]
- 名寄市立瑞穂中学校（1953年10月1日名寄市立名寄東中学校へ統合）[154]
- 名寄市立智南中学校（1968年名寄東中へ統合）[154]

風連町（2006年・名寄市を新設）
- 風連町立風連中学校旭分校（1949年）[155]
- 風連町立風連中学校東風連分校（1949年）[155]
- 風連町立風連中学校西多寄分校（1949年）[155]
- 風連町立風連中学校日進分校（1949年）[155]
- 風連町立忠烈布中学校（1964年風連中へ統合）[156]
- 風連町立西風連中学校（1984年風連中へ統合）[155]

#### 富良野市
- 富良野市立東山中学校（1981年統合により樹海中へ）[157]
- 富良野市立老節布中学校（同上）[157]
- 富良野市立西達布中学校（同上）[157]
- 富良野市立布礼別中学校（2014年[158]）
- 富良野市立山部中学校（2020年富良野市立富良野西中学校へ統合）[159]
- 富良野町立富良野第一中学校鳥沼分校（1949年6月30日）[160]
- 富良野市立樹海中学校（2022年樹海小と統合し義務教育学校の富良野市立樹海学校へ）[161]

#### 上川郡（鷹栖町、愛別町、美瑛町、比布町）
鷹栖町
- 鷹栖町立鷹栖第一中学校（1983年鷹栖第二中と統合し鷹栖町立鷹栖中学校へ）[162]
- 鷹栖町立鷹栖第二中学校（1983年鷹栖第一中と統合し鷹栖中へ）[162]

愛別町
- 愛別町立愛別中学校〈旧〉（1963年統合により愛別町立愛別中学校〈新〉へ）[163]
- 愛別町立旭山中学校（同上）[163]
- 愛別町立協和中学校（同上）[163]
- 愛別町立中里中学校（同上）[163]
- 愛別町立愛山中学校（1966年）

美瑛町
- 美瑛町立美瑛中学校〈旧〉（1976年統合により美瑛町立美瑛中学校〈新〉へ）[164]
- 美瑛町立美沢中学校（同上）[164]
- 美瑛町立置杵牛中学校（同上）[164]
- 美瑛町立宇莫別中学校（同上）[164]
- 美瑛町立美田中学校（同上）[164]
- 美瑛町立二股中学校（1981年美瑛町立美馬牛中学校へ統合）[165]
- 美瑛町立旭中学校（1991年）[166]
- 美瑛町立俵真布中学校（1982年明徳中へ統合）
- 美瑛町立明徳中学校（2017年休校[167]、2018年廃校）

比布町
- 比布町立比布中学校（2022年中央小と統合し義務教育学校の比布町立比布中央学校へ）[7]

#### 空知郡（上富良野町、中富良野町、南富良野町）
上富良野町
- 上富良野町立江幌中学校（1952年上富良野中江幌分校から独立、1964年上富良野町立上富良野中学校へ統合）[168]
- 上富良野町立日新中学校（1952年上富良野中日新分校から独立、1966年上富良野中へ統合）[168]
- 上富良野町立東中中学校（2014年[169]）

中富良野町
- 中富良野町立旭中中学校（1962年4月15日中富良野町立中富良野中学校へ統合）[170]
- 中富良野町立宇文中学校（同上）[170]

南富良野町
- 南富良野町立金山中学校（2005年統合により南富良野町立南富良野中学校へ）[171]
- 南富良野町立幾寅中学校（同上）[171]
- 南富良野町立下金山中学校（同上）[171]
- 南富良野町立落合中学校（同上）[171]

#### 勇払郡（占冠村）
- 占冠村立新入中学校（1975年占冠村立占冠中学校へ統合）[注釈 10]
- 占冠村立下苫鵡中学校（1977年）[172]
- 占冠村立トマム中学校（2017年占冠村立トマム小学校と統合し占冠村立トマム学校へ）[173]

#### 上川郡（和寒町、剣淵町、下川町）
和寒町
- 和寒町立和寒中学校中和分校（1961年）[174]
- 和寒町立西和中学校（1974年和寒町立和寒中学校へ統合）[174]
- 和寒町立和寒中学校東和分教室（同上）[174]

剣淵町
- 剣淵町立西原中学校（1978年）[175]

下川町
- 下川町立珊瑠中学校（1972年下川町立下川中学校へ統合）[注釈 11]
- 下川町立上名寄中学校（1948年11月下川中へ統合、1953年4月5日再独立、1978年下川中へ再統合[176]）
- 下川町立一の橋中学校（1978年下川中へ統合）[176]
- 下川町立菱光中学校（同上）[176]

#### 中川郡（美深町、音威子府村、中川町）
美深町
- 美深町立厚生中学校（1965年美深町立美深中学校へ統合）[177]
- 美深町立公徳中学校（1965年恩根内中へ統合）[177]
- 美深町立玉川中学校（1966年美深中へ統合）[177]
- 美深町立恩根内中学校（1981年美深中へ統合）[177]

音威子府村
- 音威子府村立咲来中学校（1982年音威子府村立音威子府中学校へ統合）[178]

中川町
- 中川町立佐久中学校（1947年8月中川中安川分校から佐久分校へ改称、1948年独立[179]、1999年廃校[180]）
- 中川町立歌内中学校（1952年中川中歌内分校から独立、1975年中川町立中川中学校へ統合）[179]
- 中川町立幸中学校（1963年）[181]
- 中川町立板谷中学校（1974年）[181]
- 中川町立共和中学校（1991年）[注釈 12]

#### 雨竜郡（幌加内町）
- 幌加内町立蕗の台中学校（1962年5月31日母子里中へ統合）
- 幌加内町立沼牛中学校（1977年幌加内町立幌加内中学校へ統合）[182]
- 幌加内町立政和中学校（1981年幌加内中へ統合）[182]
- 幌加内町立添牛内中学校（1984年幌加内中へ統合）[182]
- 幌加内町立朱鞠内中学校（1986年幌加内中へ統合）[182]
- 幌加内町立母子里中学校（1993年幌加内中へ統合）[182]

### 留萌振興局（旧留萌支庁）

#### 留萌市
- 留萌市立樽真布中学校（1992年[183]）
- 留萌市立幌糠中学校（2007年[183]）
- 留萌市立北光中学校（2018年[184]）

#### 増毛郡（増毛町）
- 増毛町立増毛第一中学校（1958年別苅中と統合し増毛町立増毛中学校へ）[185]
- 増毛町立別苅中学校（1958年増毛第一中と統合し増毛中へ）[185]
- 増毛町立信砂御料中学校（1977年[186]）
- 増毛町立岩老中学校（1987年雄冬中へ統合）[186]
- 増毛町立雄冬中学校（2002年増毛中へ統合）[186]
- 増毛町立増毛第二中学校（2008年増毛中へ統合）[186]

#### 留萌郡（小平町）
- 小平町立大椴中学校（1968年小平町立小平中学校へ統合）[187]
- 小平町立折真布中学校（同上）[187]
- 小平町立東和中学校（1968年達布中へ統合）[187]
- 小平町立寧楽中学校（1973年小中へ統合）[187]
- 小平町立達布中学校（1999年小平中へ統合）[187]
- 小平町立本郷中学校（2006年小平中へ統合）[187]
- 小平町立鬼鹿中学校（2015年小平中へ統合）[187]

#### 苫前郡（苫前町、羽幌町、初山別村）
苫前町
- 苫前町立東川中学校（1964年古丹別中へ統合）[188]
- 苫前町立上平中学校（1966年苫前町立苫前中学校へ統合）[189]
- 苫前町立力昼中学校（1966年古丹別中へ統合）[188]
- 苫前町立霧立中学校（1975年古丹別中へ統合）[188]
- 苫前町立三渓中学校（1977年古丹別中へ統合）[188]
- 苫前町立古丹別中学校（2023年苫前中へ統合）[190]

羽幌町
- 羽幌町立旭ヶ丘中学校（1964年9月30日閉校、同年10月1日曙中と統合し北辰中へ）[191]
- 羽幌町立曙中学校（1964年9月30日閉校、同年10月1日旭ヶ丘中と統合し北辰中へ）[191]
- 羽幌町立上羽幌中学校（1971年9月30日）[192]
- 羽幌町立太陽中学校（1971年5月31日）[193]
- 羽幌町立北辰中学校（1975年羽幌町立羽幌中学校へ統合）[194]
- 羽幌町立築別中学校（同上）
- 羽幌町立焼尻中学校（2014年休校[195]、2015年再開、2018年再休校[196]）

初山別村
- 初山別村立有明中学校（2003年初山別村立初山別中学校へ統合）[注釈 13]
- 初山別村立豊岬中学校（2009年初山別中へ統合）[197]

#### 天塩郡（遠別町、天塩町）
遠軽町
- 遠別町立正修中学校（1968年）
- 遠別町立清川中学校（1969年遠別町立遠別中学校へ統合）[198]
- 遠別町立中央中学校（1970年遠別中へ統合）[198]
- 遠別町立東野中学校（同上）[198]
- 遠別町立大成中学校（1980年休校、1982年遠別中へ統合）[注釈 14]
- 遠別町立歌越中学校（1988年遠別中へ統合）[注釈 15]

天塩町
- 天塩町立幌萌中学校（1971年[199]）
- 天塩町立泉源中学校（1971年[199]）
- 天塩町立産士中学校（1972年天塩町立天塩中学校へ統合）[200]
- 天塩町立振老中学校（同上）[200]
- 天塩町立啓徳中学校（2016年[199]）

### 宗谷総合振興局（旧宗谷支庁）

#### 稚内市
- 稚内市立三井沢中学校（1954年）
- 稚内市立宗谷中学校〈旧〉（1967年統合により稚内市立宗谷中学校〈新〉へ）[201]
- 稚内市立大岬中学校（同上）[201]
- 稚内市立富磯中学校（同上）[201]
- 稚内市立峰岡中学校（1969年）
- 稚内市立声問中学校（1969年7月1日恵北中と統合し稚内市立稚内東中学校へ）[202]
- 稚内市立恵北中学校（1969年7月1日声問中と統合し稚内東中へ）[202]
- 稚内市立夕来中学校（1985年）[203]
- 稚内市立樺岡小中学校（2002年統合により稚内市立天北小中学校へ）[204]
- 稚内市立豊別小中学校（同上）[204]
- 稚内市立上修徳小中学校（同上）[204]
- 稚内市立沼川小中学校（同上）[204]
- 稚内市立曲渕小中学校（同上）[204]
- 稚内市立抜海中学校（2007年[205]）
- 稚内市立東浦中学校（2010年[205]）
- 稚内市立下勇知中学校（2013年[205]）
- 稚内市立稚内西中学校（2015年[205]）
- 稚内市立上勇知中学校（2016年[205]）
- 稚内市立増幌小中学校（2024年閉校）[206]

#### 宗谷郡（猿払村）
- 猿払村立石炭別中学校（1966年上猿払中へ統合）[207]
- 猿払村立上猿払中学校（1967年浅茅野中へ統合）[207]
- 猿払村立小石中学校（1973年鬼志別中へ統合）[207]
- 猿払村立狩別中学校（1976年浜猿払中へ統合）[207]
- 猿払村立浜猿払中学校（1983年鬼志別中へ統合）[207]
- 猿払村立鬼志別中学校（1985年統合により猿払村立拓心中学校へ）[207]
- 猿払村立知来別中学校（同上）[207]
- 猿払村立浅茅野中学校（同上）[207]

#### 枝幸郡（浜頓別町、中頓別町、枝幸町）
浜頓別町
- 浜頓別町立下頓別中学校（2011年[208]）

中頓別町
- 中頓別町立兵安中学校（1973年）
- 中頓別町立松音知中学校（1975年）
- 中頓別町立上頓別中学校（1977年中頓別町立中頓別中学校へ統合）[注釈 16]
- 中頓別町立敏音知中学校（1977年）
- 中頓別町立小頓別中学校（2009年中頓別中へ統合）[197]

枝幸町
- 枝幸町立本幌別小中学校（2006年休校[209]、2008年[210]枝幸町立歌登中学校へ統合[92]）[注釈 17]
- 枝幸町立志美宇丹小中学校（2008年[210]歌登中へ統合）[92]

枝幸町〈旧〉（2006年・枝幸町を新設）
- 枝幸町立目梨泊中学校（1968年9月30日枝幸町立枝幸中学校へ統合）[注釈 18]
- 枝幸町立問牧中学校（同上）
- 枝幸町立岡島中学校（同上）
- 枝幸町立徳志別中学校（同上）
- 枝幸町立山臼中学校（1976年統合により枝幸町立枝幸南中学校へ）[注釈 19]
- 枝幸町立乙忠部中学校（同上）
- 枝幸町立風烈布中学校（同上）
- 枝幸町立音標中学校（同上）

歌登町（2006年・枝幸町を新設）
- 歌登町立幌別中央中学校（1974年歌登中へ統合）[211]
- 歌登町立大曲小中学校（1976年）[210]
- 歌登町立毛登別小中学校（1985年）[210]

#### 天塩郡（豊富町、幌延町）
豊富町
- 豊富町立豊富温泉中学校（1963年豊富町立豊富中学校へ統合）[212]
- 豊富町立福永中学校（1965年豊富中へ統合）[212]
- 豊富町立修徳中学校（1969年豊富中へ統合）[212]
- 豊富町立日曹中学校（1973年）
- 豊富町立豊田中学校（1978年庄内中へ統合）
- 豊富町立庄内中学校（2009年豊富中へ統合）[212]

幌延町
- 幌延町立上豊神中学校（1959年4月30日）
- 幌延町立豊神中学校（1980年幌延町立問寒別中学校へ統合）[213]
- 幌延町立中問寒中学校（同上）[213]
- 幌延町立下沼中学校（1982年幌延町立幌延中学校へ統合）[214]
- 幌延町立浜里中学校（同上）[214]

#### 利尻郡（利尻町、利尻富士町）
利尻町
- 利尻町立久連中学校（1980年仙法志中へ統合）[215]
- 利尻町立沓形中学校（2017年仙法志中と統合し利尻町立利尻中学校へ）[216]
- 利尻町立仙法志中学校（2017年沓形中と統合し利尻中へ）[216]

利尻富士町
東利尻町（1990年・利尻富士町に改称）
- 東利尻町立石崎中学校（1952年鬼脇中石崎分校から独立、1971年利尻富士町立鬼脇中学校〈当時：東利尻町立〉へ統合）[注釈 20]
- 東利尻町立南浜中学校（1954年鬼脇中南浜分校から独立、1971年鬼脇中へ統合）

### オホーツク総合振興局（旧網走支庁）

#### 北見市
- 北見市立仁頃中学校（2012年[217]）
- 北見市立瑞穂小中学校（2018年[218]）
- 北見市立温根湯中学校（2020年温根湯小と統合し北見市立おんねゆ学園へ）[219]

北見市〈旧〉（2006年・北見市を新設）
- 北見市立東相内中学校〈旧〉（1949年北見市立相内中学校へ統合、1950年再独立）[220]
- 北見市立上常呂中学校開成分校（1964年）[220]
- 北見市立下仁頃中学校（1983年上仁頃中と統合し仁頃中へ）[220]
- 北見市立上仁頃中学校（1983年下仁頃中と統合し仁頃中へ）[220]
- 北見市立富里中学校（1987年休校、1988年東相内中へ統合）[220]

端野町（2006年・北見市を新設）
- 端野町立忠志中学校（1949年端野中忠志分校から独立、1961年端野中へ統合）[221]
- 端野町立川向中学校（1961年端野中へ統合）[221]
- 端野町立協和中学校（同上）[221]
- 端野町立北登中学校（1968年端野中へ統合）[221]
- 端野町立緋牛内中学校（1971年端野中緋牛内分校となり、1972年廃校）[221]

留辺蘂町（2006年・北見市を新設）
- 留辺蘂町立大和中学校（1968年北見市立温根湯中学校〈当時：留辺蘂町立〉へ統合）[222]
- 留辺蘂町立厚和中学校（同上）[222]
- 留辺蘂町立恵泉中学校（1971年留辺蘂中へ統合）[222]

常呂町（2006年・北見市を新設）
- 常呂町立錦水中学校（1966年常呂中〈旧〉へ統合）[223]
- 常呂町立富丘中学校（1966年常呂中〈旧〉と川沿中へ分割統合）[223]
- 常呂町立常呂中学校〈旧〉（1974年統合により北見市立常呂中学校〈当時：常呂町立〉へ）[224]
- 常呂町立川沿中学校（同上）[224]
- 常呂町立日吉中学校（同上）[224]

#### 網走市
- 網走市立丸万中学校（1969年）[225]
- 網走市立豊栄中学校（1979年網走市立第三中学校へ統合）[226]
- 網走市立浦士別中学校（1986年統合により網走市立第四中学校へ）[227]
- 網走市立音根内中学校（同上）[227]
- 網走市立北浜中学校（同上）[227]
- 網走市立藻琴中学校（同上）[227]
- 網走市立卯原内中学校（1992年統合により網走市立第五中学校へ）[228]
- 網走市立嘉多山中学校（同上）[228]
- 網走市立能取中学校（同上）[228]

#### 紋別市
- 紋別市立宇津々中学校（1963年紋別市立渚滑中学校へ統合）[229]
- 紋別市立上藻別中学校（1966年鴻之舞中へ統合）[229]
- 紋別市立中渚滑中学校（1969年紋別市立潮見中学校へ統合）[229]
- 紋別市立鴻之舞中学校（1973年10月30日）[229]
- 紋別市立中立牛中学校（1981年上渚滑中へ統合）[229]
- 紋別市立小向中学校（1999年紋別市立紋別中学校へ統合）[229]
- 紋別市立沼ノ上中学校（2000年紋別中へ統合）[229]
- 紋別市立上渚滑中学校（2017年[230]）

#### 網走郡（美幌町、津別町、大空町）
美幌町
- 美幌町立高野中学校（1962年美幌町立北中学校へ統合）[注釈 21]
- 美幌町立駒生中学校（1962年）
- 美幌町立田中中学校（1966年北中へ統合）
- 美幌町立古梅中学校（1966年）
- 美幌町立登栄中学校（1967年）
- 美幌町立上美幌中学校（1967年）

津別町
- 津別町立津別中学校〈旧〉（1964年上里中と統合し津別町立津別中学校〈新〉へ）[231]
- 津別町立上里中学校（1964年津別中〈旧〉と統合し津別中〈新〉へ）[231]
- 津別町立東岡中学校（1985年活汲中へ統合）
- 津別町立相生中学校（1989年本岐中へ統合）[232]
- 津別町立本岐中学校（2001年津別中へ統合）[233]
- 津別町立活汲中学校（2014年津別中へ統合）[195][注釈 22]

大空町
東藻琴村（2006年・大空町を新設）
- 東藻琴村立東洋中学校（1970年山園中へ統合）[234]
- 東藻琴村立明正中学校（1971年大空町立東藻琴中学校〈当時：東藻琴村立〉明正分教室となり、1972年完全統合）[235]
- 東藻琴村立福富中学校（1971年東藻琴中福富分教室となり、1972年完全統合）[235]
- 東藻琴村立山園中学校（1971年東藻琴中山園分教室となり、1978年完全統合）[235]

女満別町（2006年・大空町を新設）
- 女満別町立女満別中学校〈旧〉（1971年統合により大空町立女満別中学校〈当時：女満別町立〉へ）[236]
- 女満別町立大成中学校（1971年女満別中大成分教室となり、1973年完全統合）[236]
- 女満別町立開陽中学校（1971年女満別中開陽分教室となり、1973年完全統合）[236]
- 女満別町立豊住中学校（1993年女満別中へ統合）[236]

#### 斜里郡（斜里町、清里町、小清水町）
斜里町
- 斜里町立川上中学校（1965年斜里町立斜里中学校へ統合）[237]
- 斜里町立以久科中学校（1966年斜里中へ統合）[237]
- 斜里町立富士中学校（同上）[237]
- 斜里町立三井中学校（1967年斜里中へ統合）[237]
- 斜里町立越川中学校（同上）[237]
- 斜里町立岩尾別中学校（1967年）[238]
- 斜里町立峰浜中学校（1969年斜里中へ統合）[237]
- 斜里町立真鯉中学校（1969年）[238]
- 斜里町立朱円中学校（1970年斜里中へ統合）[237]
- 斜里町立ウトロ中学校（2016年ウトロ小と統合し義務教育学校の斜里町立知床ウトロ学校へ）[239]

清里町
- 清里町立江南中学校（1958年清里町立清里中学校へ統合）[240]
- 清里町立錦中学校（1966年）
- 清里町立光岳中学校（1969年清里中へ統合）[240]
- 清里町立緑町中学校（同上）[240]

小清水町
- 小清水町立神浦中学校（1964年小清水中〈初代〉へ統合）[241]
- 小清水町立砥草原中学校（同上）[241]
- 小清水町立小清水中学校〈初代〉（1968年水上中と統合し小清水町立小清水中学校〈2代目〉へ）[241]
- 小清水町立水上中学校（1968年小清水中〈初代〉と統合し小清水中〈2代目〉へ）[241]
- 小清水町立旭野中学校（1969年小清水中へ統合）[241]
- 小清水町立北陽中学校（1970年小清水中へ統合）[241]
- 小清水町立止別中学校（同上） [241]

#### 常呂郡（佐呂間町）
佐呂間町
- 佐呂間町立若里中学校（1965年佐呂間町立佐呂間中学校へ統合）[242]
- 佐呂間町立知来中学校（同上）[242]
- 佐呂間町立富武士中学校（同上）[242]
- 佐呂間町立仁倉中学校（1967年佐呂間中へ統合）[242]
- 佐呂間町立幌岩中学校（1999年佐呂間中へ統合）[242]
- 佐呂間町立若佐中学校（2006年佐呂間中へ統合）[242]
- 佐呂間町立浜佐呂間中学校（同上）[242]

佐呂間村（1953年・佐呂間町へ町制施行）
- 佐呂間村立中佐呂間中学校浪速分校（1953年）[242]

若左村（1956年・佐呂間町を新設）
- 若佐村立若佐中学校上佐呂間分校（1952年）[242]

#### 紋別郡（遠軽町、湧別町、滝上町、興部町、西興部村、雄武町）
遠軽町
遠軽町〈旧〉（2005年・遠軽町を新設）
- 遠軽町立下社名渕中学校（1961年）[243]
- 遠軽町立社名渕中学校（1981年瀬戸瀬中と統合し遠軽町立南中学校へ）[243]
- 遠軽町立瀬戸瀬中学校（1981年社名渕中と統合し南中へ）[243]

生田原町（2005年・遠軽町を新設）
- 生田原町立岩戸中学校（1955年）[244]
- 生田原町立清里中学校（1965年）[244]

丸瀬布町（2005年・遠軽町を新設）
- 丸瀬布町立分岐中学校（1957年）[245]
- 丸瀬布町立大平中学校（1966年）[245]
- 丸瀬布町立武利中学校（1996年）[245]

白滝村（2005年・遠軽町を新設）
- 白滝村立支湧別中学校（1968年遠軽町立白滝中学校〈当時：白滝村立〉へ統合）[246]
- 白滝村立三和中学校（1971年白滝中へ統合）[246]

湧別町
- 湧別町立湖陵中学校（2018年芭露小と統合し湧別町立芭露学園へ）[247]
- 湧別町立湧別中学校（2023年湧別町立湧別小学校と統合し湧別町立ゆうべつ学園へ）[248]

湧別町〈旧〉（2009年・湧別町を新設）
- 湧別町立信夫内中学校（1962年湧別町立湧別中学校へ統合）[249]
- 湧別町立志撫子中学校（1963年湖陵中へ統合）[249]
- 湧別町立計呂地中学校（1964年湖陵中へ統合）[249]
- 湧別町立登栄床中学校（1965年湧別中へ統合）[249]
- 湧別町立東芭露中学校（1966年湖陵中へ統合）[249]
- 湧別町立上芭露中学校（1968年湖陵中へ統合）[249]
- 湧別町立西芭露中学校（同上）[249]

滝上町
- 滝上町立拓雄中学校（1968年）[250]
- 滝上町立奥札久留中学校（1971年）[250]
- 滝上町立濁川中学校（1973年滝上町立滝上中学校へ統合）[注釈 23]
- 滝上町立滝下中学校（同上）
- 滝上町立白鳥中学校（同上）
- 滝上町立滝西中学校（同上）
- 滝上町立滝奥中学校（同上）
- 滝上町立雄柏中学校（同上）
- 滝上町立札久留中学校（同上）
- 滝上町立上白鳥中学校（同上）
- 滝上町立上雄柏中学校（同上）

興部町
- 興部町立宇津中学校（1967年）
- 興部町立秋里中学校（1967年）
- 興部町立興部中学校〈旧〉（2018年沙留中と統合し興部町立興部中学校〈新〉へ）[251]
- 興部町立沙留中学校（2018年興部中〈旧〉と統合し興部中〈新〉へ）[251]

西興部村
- 西興部村立上藻中学校（1966年西興部村立西興部中学校へ統合）[252]
- 西興部村立中藻中学校（同上）[252]
- 西興部村立上興部中学校（1985年西興部中へ統合）[252]

雄武町
- 雄武町立中幌内中学校（1971年）
- 雄武町立上雄武中学校（1976年）
- 雄武町立雄武中学校〈旧〉（1979年統合により雄武町立雄武中学校〈新〉へ）[253]
- 雄武町立沢木中学校（同上）[253]
- 雄武町立栄丘中学校（同上）[253]
- 雄武町立幌内中学校（同上）[253]
- 雄武町立上幌内中学校（同上）[253]

### 胆振総合振興局（旧胆振支庁）

#### 室蘭市
- 室蘭市立成徳中学校（2006年御前水中と統合して室蘭市立星蘭中学校を開校[254]）
- 室蘭市立御前水中学校（2006年成徳中と統合して星蘭中学校を開校[254]）
- 室蘭市立鶴ヶ崎中学校（1947年に開校[255]。 2011年東中と統合し室蘭市立翔陽中学校を開校[256]）
  - ジャズバンド部は特色ある部活動として知られ、2004年からプロに交じって室蘭ジャズクルーズに出演し、テネシー州ノックスビル市など国外でも活躍した[257]。
- 室蘭市市立東中学校（1961年に鶴ヶ崎中学校から分離して開校[258]。2011年（平成23年）鶴ヶ崎中と統合し翔陽中学校を開校[256]）
- 室蘭市立蘭東中学校（2012年向陽中学校と統合し室蘭市立桜蘭中学校を開校[259]）
- 室蘭市立向陽中学校（1960年11月1日に蘭東中学校から分離して開校[259]。2013年蘭東中と統合し桜蘭中学校を開校[259]）
- 室蘭市立北辰中学校（1947年5月1日に開校[260]。2013年港南中学校と統合し室蘭市立室蘭西中学校を開校[261]）
- 室蘭市立港南中学校（1951年8月に北辰中学校から分離して開校[260]。2013年（北辰中学校と統合し室蘭西中学校を開校[261]）

#### 登別市
- 登別市立札内中学校（札内小中学校となった後、1997年に閉校となった[262]。校舎跡は「札内高原館」として地域の社会教育施設と地場の農畜産物を原料にした地場産品の製造施設に転用され、2003年に文部科学省の「廃校リニューアル50選」に選定された[262]。）
- 登別市立登別温泉中学校（2004年登別市立登別中学校へ統合）[263]

#### 苫小牧市
- 苫小牧市立弥生中学校（2013年[264]苫小牧市立苫小牧東中学校と苫小牧市立光洋中学校へ分割統合[265]）
- 苫小牧市立植苗中学校（2023年苫小牧市立植苗小学校と統合し苫小牧市立植苗小中学校へ）[266]

苫小牧町（1948年・苫小牧市へ市制施行）
- 苫小牧町立西中学校錦岡分校（1948年以前）[264]

#### 伊達市
- 伊達市立関内中学校（2004年伊達市立光陵中学校へ統合）[267]
- 伊達市立有珠中学校優健分校（2006年）[267]
- 伊達市立有珠中学校（1948年伊達第一中学校有珠分校から独立[268]、2010年光陵中へ統合[267]）
- 伊達市立長和中学校（2010年光陵中へ統合）[267]
- 伊達市立達南中学校（2017年伊達市立伊達中学校へ統合）[269]
- 伊達市立大滝中学校（2019年大滝小と統合し伊達市立大滝徳舜瞥学校へ）[267]

大滝村（2006年・伊達市に編入）
- 大滝村立優徳中学校（1985年大滝中へ統合）[270]

#### 虻田郡（豊浦町、洞爺湖町）
豊浦町
- 豊浦町立新山梨中学校（1972年豊浦町立豊浦中学校へ統合）[注釈 24]
- 豊浦町立新富中学校（1972年）
- 豊浦町立美和中学校（1972年）
- 豊浦町立上泉中学校（1980年）
- 豊浦町立札文華中学校（2005年豊浦中へ統合）[271]
- 豊浦町立大岸中学校（2006年豊浦中へ統合）[271]

洞爺湖町
- 洞爺湖町立洞爺湖温泉中学校（2016年洞爺湖町立虻田中学校へ統合）[272]

蛇田町（2006年・洞爺湖町を新設）
- 虻田町立花和中学校（1983年）[273]
- 虻田町立月浦中学校（1985年洞爺湖温泉中へ統合）

洞爺村（2006年・洞爺湖町を新設）
- 洞爺村立富丘中学校（1973年）
- 洞爺村立成香中学校（1981年）[274]

#### 有珠郡（壮瞥町）
- 壮瞥町立仲洞爺中学校（1970年）
- 壮瞥町立黄渓中学校（1971年12月壮瞥町立壮瞥中学校へ統合）[275][注釈 25]
- 壮瞥町立蟠渓中学校（1989年）[276]
- 壮瞥町立久保内中学校（2017年壮瞥中へ統合）[277]

#### 白老郡（白老町）
- 白老町立森野中学校（2003年閉校。跡地を活用して研修施設「ふるさと体験館・森野」が2004年6月にオープン[278]。）
- 白老町立萩野中学校（2013年4月に白老町立白翔中学校へ統合[279]）
- 白老町立竹浦中学校（同上[279]）
- 白老町立虎杖中学校（同上[279]）

#### 勇払郡（厚真町、安平町、むかわ町）
厚真町
- 厚真町立上厚真中学校（1980年統合により厚真町立厚南中学校へ）[注釈 26]
- 厚真町立浜厚真中学校（同上）
- 厚真町立軽舞中学校（同上）
- 厚真町立厚真中学校〈旧〉[280]（1989年統合により厚真町立厚真中学校〈新〉へ）
- 厚真町立楢山中学校[280]（同上）
- 厚真町立幌里中学校[280]（同上）

安平町
- 安平町立早来中学校（2023年安平町立早来小学校・安平町立安平小学校・安平町立遠浅小学校と統合し安平町立早来学園へ）[281]

むかわ町
- むかわ町立仁和中学校（2012年[282]）

鵡川町（2006年・むかわ町を新設）
- 鵡川町立生田中学校

穂別町（2006年・むかわ町を新設）
- 穂別町立和泉中学校（1950年むかわ町立穂別中学校〈当時：穂別町立〉へ統合）[283]
- 穂別町立新登川中学校（1957年長和中へ統合）[283]
- 穂別町立大和中学校（1960年稲里中大和分校から独立、1968年廃校）[283]
- 穂別町立長和中学校（1968年稲里中へ統合）[283]
- 穂別町立福山中学校（1982年）[283]
- 穂別町立稲里中学校（1998年）[283]
- 穂別町立富内中学校（2001年穂別中へ統合）

### 日高振興局（旧日高支庁）

#### 沙流郡（日高町、平取町）
日高町
- 日高町立千栄中学校（1998年）

平取町
- 平取町立岩知志中学校（1967年8月19日）
- 平取町立豊糠中学校（2008年[284]）
- 平取町立貫気別中学校（2012年平取町立平取中学校へ統合）[285]

#### 日高郡（新ひだか町）
新ひだか町
- 新ひだか町立静内第二中学校（2015年新ひだか町立静内中学校へ統合）[286]

静内町（2006年・新ひだか町を新設）
- 静内町立高見中学校（1965年）
- 静内町立東静内中学校（1970年統合により静内第二中へ）
- 静内町立春立中学校（同上）
- 静内町立川合中学校（同上）

三石町（2006年・新ひだか町を新設）
- 三石町立三石第一中学校（2003年三石第二中と統合し新ひだか町立三石中学校〈当時：三石町立〉へ）[287]
- 三石町立三石第二中学校（2003年三石第一中と統合し三石中へ）[287]

#### 浦河郡（浦河町）
- 浦河町立浦河第三中学校（1966年9月30日浦河町立浦河第二中学校へ統合）[注釈 27]
- 浦河町立野深中学校（1984年）

#### 様似郡（様似町）
- 様似町立幌満中学校（1979年様似町立様似中学校へ統合）[288]

#### 幌泉郡（えりも町）
えりも町
- えりも町立えりも岬中学校（1988年えりも町立えりも中学校へ統合）[289]
- えりも町立庶野中学校（2006年えりも中へ統合）[289]
- えりも町立目黒中学校（同上）[289]

幌泉町（1970年・えりも町に改称）
- 幌泉町立幌泉中学校笛舞分校（1955年1月1日）[289]
- 幌泉町立東洋中学校（1957年幌泉中東洋分校から独立、1965年幌泉町立幌泉中学校〈現：えりも中〉へ統合）[289]

### 十勝総合振興局（旧十勝支庁）

#### 帯広市
- 帯広市立別府中学校（1949年帯広市立川西中学校へ統合）[290]
- 帯広市立大正中学校（1965年統合により帯広市立帯広第七中学校へ）[291]
- 帯広市立愛国中学校（1953年大正中愛国分校から改称、1965年第七中へ）[291]
- 帯広市立似平中学校（1953年大正中似平分校から改称、1965年第七中へ）[291]
- 帯広市立上似平中学校（1953年大正中上似平分校から改称、1965年第七中へ）[291]
- 帯広市立戸蔦中学校（1953年大正中戸蔦分校から改称、1965年第七中へ）[291]
- 帯広市立上帯広中学校（1979年川西中へ統合）[290]
- 帯広市立岩内中学校（1980年帯広市立清川中学校へ統合）[292]
- 帯広市立帯広第三中学校（2011年帯広第六中と統合し帯広市立翔陽中学校へ）[293]
- 帯広市立帯広第六中学校（2011年帯広第三中と統合し翔陽中へ）[293]
- 帯広市立大空中学校（2022年大空小と統合し帯広市立大空学園義務教育学校へ）[294]

川西村（1957年・帯広市に編入）
- 川西村立太平中学校（1951年清川中[292]と広野中〈初代〉[295]へ分割統合）
- 川西村立立富士中学校（1952年上帯広中へ統合）
- 川西村立広野中学校〈初代〉（1952年5月1日八千代中〈初代〉と統合し広野中〈2代目〉となり、1953年3月1日川西村立八千代中学校〈現：帯広市立八千代中学校〉へ改称）[295]
- 川西村立八千代中学校〈初代〉（1952年5月1日広野中〈初代〉と統合し広野中〈2代目〉となり、1953年3月1日八千代中〈2代目〉へ）[295]

#### 河東郡（音更町、士幌町、上士幌町、鹿追町）
音更町
- 音更町立下音更中学校然別分校（1948年）[注釈 28]
- 音更町立東士狩中学校（1951年高倉分校と統合し万年中へ）
- 音更町立東士狩中学校高倉分校（1951年本校と統合し万年中へ）
- 音更町立西中音更中学校（1951年）
- 音更町立東士幌中学校（1952年昭和穂中と統合し稔中へ）
- 音更町立昭和中学校（1952年東士幌中と統合し稔中へ）
- 音更町立駒場中学校南中音更分校（1961年）[注釈 29]
- 音更町立葭原中学校（1962年東士幌中葭原分校から改称、1968年下士幌中へ統合）
- 音更町立長流枝内中学校（1962年下士幌中長流枝内分校から改称、1968年下士幌中へ統合）
- 音更町立南中士幌中学校（1962年休校、1963年1月駒場中南中士幌分校となり、1969年音更町立音更中学校へ統合）[296]
- 音更町立中音更中学校（1972年音更中へ統合）[296]
- 音更町立大牧中学校（同上）[296]
- 音更町立万年中学校（1974年音更中へ統合）[296]
- 音更町立上然別中学校（同上）[296]
- 音更町立稔中学校（同上）[296]
- 音更町立協和中学校（1975年音更中へ統合）[296]
- 音更町立下士幌中学校（1979年音更町立緑南中学校開校に伴い廃校）[297]

士幌町
- 士幌町立川西中学校（1949年北中から改称、1965年士幌中と統合し士幌町立士幌中央中学校へ）[298]
- 士幌町立士幌中学校（1965年川西中と統合し士幌中央中へ）[298]
- 士幌町立下居辺中学校（1966年士幌中央中へ統合）[298]
- 士幌町立佐倉中学校（1967年士幌中央中へ統合）[298]
- 士幌町立上居辺中学校（同上）[298]
- 士幌町立西上音更中学校（同上）[298]
- 士幌町立中士幌中学校（同上）[298]

上士幌町
- 上士幌町立勢多中学校（1965年上士幌町立上士幌中学校へ統合）[注釈 30]
- 上士幌町立萩ヶ岡中学校（同上）
- 上士幌町立北門中学校（同上）
- 上士幌町立北居辺中学校（同上）
- 上士幌町立上音更中学校（同上）
- 上士幌町立東居辺中学校（同上）
- 上士幌町立糠平中学校（同上）
- 上士幌町立三股中学校（1976年上士幌中へ統合）

鹿追町
- 鹿追町立鹿美中学校（1968年[299]）
- 鹿追町立上幌内中学校（1970年[299]）
- 鹿追町立通明中学校（1978年[299]）

#### 上川郡（新得町、清水町）
新得町
- 新得町立上富村牛中学校（1957年富村牛中上富村牛分校から改称、1976年新得町立富村牛中学校へ統合）[300]
- 新得町立富村牛中学校（2022年富村牛小と統合し義務教育学校の新得町立富村牛小中学校へ）[7]

清水町
- 清水町立熊牛中学校（1950年熊牛第一中と熊牛第二中へ分割）[301]
- 清水町立熊牛第一中学校（1950年熊牛中美蔓分校から改称、1971年清水町立清水中学校へ統合[301]）
- 清水町立熊牛第二中学校（1950年熊牛中松沢分校から改称、1971年清水中へ統合[301]）
- 清水町立旭山中学校（1972年清水町立御影中学校へ統合）[301]
- 清水町立羽帯中学校（同上）[301]

#### 河西郡（芽室町、中札内村、更別村）
芽室町
- 芽室町立芽室中学校西士狩分校（1951年）[302]
- 芽室町立北明中学校（1950年祥栄中北明分校から独立、1968年祥栄中へ統合）[302]
- 芽室町立平和中学校（1950年祥栄中平和分校から独立、1969年祥栄中へ統合）[302]
- 芽室町立美生中学校（1949年6月芽室中美生分校から独立、1970年芽室町立芽室中学校へ統合）[302]
- 芽室町立渋山中学校（1950年芽室中渋山分校から独立、1971年芽室中渋山分校となり、1973年廃校）[302]
- 芽室町立新栄中学校（1948年芽室中北伏古分校から独立改称、1972年芽室中新栄分校となり、1973年廃校）[302]
- 芽室町立明友中学校（1949年明正中から改称、1972年芽室中明友分校となり、1973年廃校）[302]
- 芽室町立祥栄中学校（1972年芽室中祥栄分校となり、1973年廃校）[302]

中札内村
- 中札内村立上札内中学校（1986年中札内村立中札内中学校へ統合）[注釈 31]

更別村
- 更別村立勢雄中学校（1953年更別中勢雄分校から改称、1971年更別中へ統合）[303]
- 更別村立更生中学校（1948年更別中更生分校から上更別中更生分校へ、1951年独立、1978年統合により更別村立更別中央中学校へ）[304]
- 更別村立上更別中学校（1948年更別中上更別分校から独立、1978年更別中央中へ）[304]
- 更別村立更南中学校（1949年更別中中更別分校から独立、1978年更別中央中へ）[304]
- 更別村立更別中学校（1978年更別中央中へ）[304]

#### 広尾郡（大樹町、広尾町）
大樹町
- 大樹町立大樹中学校中島分校（1965年）[305]
- 大樹町立光地園中学校（1968年尾田中へ統合）[306]
- 大樹町立尾田中学校坂下分校（1970年）[306]
- 大樹町立大樹中学校石坂分校（1970年）[305]
- 大樹町立歴舟中学校（1998年大樹中へ統合）[305]
- 大樹町立生花中学校（2006年大樹中へ統合）[305]
- 大樹町立尾田中学校（2013年大樹中へ統合）[306]

広尾町
- 広尾町立紋別中学校（1967年豊似中へ統合）
- 広尾町立協和中学校（同上）
- 広尾町立音調津中学校（2007年[307]広尾町立広尾中学校へ統合）[注釈 32]
- 広尾町立野塚中学校[307]（同上）
- 広尾町立豊似中学校（2017年広尾中へ統合）[308]

#### 中川郡（幕別町、池田町、豊頃町、本別町）
幕別町
幕別町〈旧〉（2006年・幕別町を新設）
- 幕別町立新和中学校（1969年）[309]
- 幕別町立白人中学校（1975年統合により幕別町立札内中学校へ）[309]
- 幕別町立途別中学校（同上）[309]
- 幕別町立古舞中学校（同上）[309]
- 幕別町立駒畠中学校（1985年[310]幕別町立糠内中学校へ統合）

忠類村（2006年・幕別町を新設）
- 忠類村立中当縁中学校（1952年忠類中中当縁分校から独立、1971年幕別町立忠類中学校〈当時：忠類村立〉へ統合）[311]

池田町
- 池田町立東台中学校（1950年池田中東光分校から改称、1966年池田町立池田中学校へ統合）[注釈 33]
- 池田町立青山中学校（1967年池田中と高島中へ分割統合）
- 池田町立居辺中学校（1968年高島中へ統合）
- 池田町立富岡中学校（1973年池田中へ統合）
- 池田町立高島中学校（2012年池田中へ統合）[312]

豊頃町
- 豊頃町立二宮中学校報徳分校（1950年）
- 豊頃町立豊頃中学校〈初代〉（1955年茂岩中と統合し豊頃中〈2代目〉へ）[313]
- 豊頃町立茂岩中学校（1955年豊頃中〈初代〉と統合し豊頃中〈2代目〉へ）[313]
- 豊頃町立統内中学校（1965年豊頃中〈2代目〉へ統合）
- 豊頃町立農野牛中学校（1965年豊頃中〈2代目〉へ統合）
- 豊頃町立長節中学校（1958年大津中長節分校から独立、1969年大津中へ統合）
- 豊頃町立二宮中学校（1970年豊頃中〈2代目〉へ統合）[314]
- 豊頃町立湧洞中学校（1971年[315]豊頃中〈2代目〉へ統合）
- 豊頃町立豊頃中学校〈2代目〉（1976年礼文内中と統合し豊頃町立豊頃中学校〈3代目〉へ）[316]
- 豊頃町立礼文内中学校（1976年豊頃中〈2代目〉と統合し豊頃中〈3代目〉へ）[316]
- 豊頃町立大津中学校（1993年豊頃中〈3代目〉へ統合）[316]

本別町
- 本別町立拓栄中学校（1957年仙美里中奥仙美里分校から独立改称、1961年9月30日仙美里中へ統合[317]）
- 本別町立美栄中学校（1957年仙美里中上仙美里分校から独立改称、1974年仙美里中へ統合）
- 本別町立美里別中学校（1976年仙美里中へ統合）
- 本別町立押帯中学校（1981年本別町立勇足中学校へ統合）[注釈 34]
- 本別町立上押帯中学校（同上）
- 本別町立美蘭別中学校（1954年押帯中美蘭別分校から独立、1982年勇足中へ統合）
- 本別町立仙美里中学校（2014年本別町立本別中学校へ統合）[318]

#### 足寄郡（足寄町、陸別町）
足寄町
- 足寄町立西足寄中学校（1958年）
- 足寄町立鳥取中学校（1958年上足寄中へ統合）
- 足寄町立愛冠中学校（1958年足寄町立足寄中学校へ統合）[注釈 35]
- 足寄町立上螺湾中学校（1964年螺湾中へ統合）
- 足寄町立足寄東中学校（1965年螺湾中へ統合）
- 足寄町立白糸中学校（1966年上利別中へ統合）
- 足寄町立上足寄中学校（1967年螺湾中へ統合）
- 足寄町立喜登牛中学校（1968年足寄西中へ統合）
- 足寄町立鷲府中学校（1969年足寄中へ統合）
- 足寄町立茂喜登牛中学校（1969年足寄西中へ統合）
- 足寄町立旭丘中学校（1971年足寄西中へ統合）
- 足寄町立稲牛中学校（1972年[319]）
- 足寄町立中足寄中学校（1972年螺湾中へ統合）
- 足寄町立上利別中学校〈初代〉（1973年大誉地中と統合し上利別中〈2代目〉へ）
- 足寄町立大誉地中学校（1973年上利別中〈初代〉と統合し上利別中〈2代目〉へ）
- 足寄町立上利別中学校〈2代目〉（1948年足寄中上利別分校から改称、2002年[320]足寄中へ統合）
- 足寄町立足寄西中学校（1968年芽登中から改称、2002年[320]足寄中へ統合）
- 足寄町立螺湾中学校（2002年[320]足寄中へ統合）

陸別町
- 陸別町立小利別中学校（1979年陸別町立陸別中学校へ統合）[321]
- 陸別町立上斗満中学校（同上）[321]
- 陸別町立中斗満中学校（1956年斗満中から改称、1980年陸別中へ統合）[321]

#### 十勝郡（浦幌町）
- 浦幌町立浦幌炭砿中学校（1952年常室中炭砿分校となり、1967年廃校[322]）
- 浦幌町立上浦幌中学校〈旧〉（1967年6月統合により浦幌町立上浦幌中学校〈新〉へ）[322]
- 浦幌町立貴老路中学校（同上）[322]
- 浦幌町立川上中学校（同上）[322]
- 浦幌町立活平中学校（同上）[322]
- 浦幌町立川流布中学校（1951年9月貴老路中川流布分校から独立、1967年上浦幌中へ統合[322]）
- 浦幌町立留真中学校（1968年浦幌中〈旧〉へ統合）[322]
- 浦幌町立常室中学校（同上）[322]
- 浦幌町立瀬多来中学校（1958年留真中瀬多来分校から独立、1970年[322]浦幌中へ統合）
- 浦幌町立浦幌中学校〈旧〉（1974年統合により浦幌町立浦幌中学校〈新〉へ）[322]
- 浦幌町立十勝中学校（同上）[322]
- 浦幌町立豊北中学校（同上）[322]
- 浦幌町立養老中学校（同上）[322]
- 浦幌町立幾千世中学校（1951年9月浦幌中幾千世分校から独立、1974年浦幌中〈新〉へ[322]）
- 浦幌町立吉野中学校（1980年浦幌中へ統合）
- 浦幌町立厚内中学校（1980年浦幌中厚内分校となり、1986年独立、2005年廃校[322]）

### 釧路総合振興局（旧釧路支庁）

#### 釧路市
- 釧路市立仁々志別中学校（2009年釧路市立阿寒中学校へ統合）[323]
- 釧路市立阿寒湖中学校（2021年阿寒湖小と統合し釧路市立阿寒湖義務教育学校へ）[324]

釧路市〈旧〉（2005年・釧路市を新設）
- 釧路市立鶴丘中学校（上大楽毛中から改称[325]、1968年釧路市立鳥取中学校へ統合[326]）
- 釧路市立桜田中学校（湯波内中から改称[325]、1968年鳥取中へ統合[326]）
- 釧路市立武佐中学校（2004年緑陵中と統合し釧路市立青陵中学校へ）[327]
- 釧路市立緑陵中学校（2004年武佐中と統合し青陵中へ）[327]
- 釧路市立弥生中学校（2004年東中と統合し釧路市立幣舞中学校へ）[328]
- 釧路市立東中学校（2004年弥生中と統合し幣舞中へ）[328]

阿寒町（2005年・釧路市を新設）
- 阿寒町立下仁々志別中学校（1966年仁々志別中へ統合）[325]
- 阿寒町立共和中学校（同上）[325]
- 阿寒町立上徹別中学校（1967年阿寒中へ統合）[325]
- 阿寒町立中徹別中学校（1969年阿寒中へ統合）[323]
- 阿寒町立雄別中学校（1970年5月30日布伏内中へ統合）[325]
- 阿寒町立布伏内中学校（2000年阿寒中へ統合）[323]

音別町（2005年・釧路市を新設）
- 音別町立直別中学校（1961年釧路市立音別中学校〈当時：音別町立〉へ統合）[329]
- 音別町立上音別中学校（1965年二俣中へ統合）[325]
- 音別町立尺別炭鉱中学校（1970年7月20日）[325]
- 音別町立二俣中学校（1997年音別中へ統合）[329]

#### 釧路郡（釧路町）
- 釧路町立知方学中学校（1978年）[330]
- 釧路町立達古武中学校（1979年釧路町立遠矢中学校へ統合）[331]
- 釧路町立東遠野中学校（1985年遠矢中へ統合）[331]
- 釧路町立仙鳳趾中学校（1986年釧路町立昆布森中学校へ統合）[330]

#### 厚岸郡（厚岸町、浜中町）
厚岸町
- 厚岸町立門静中学校（1958年厚岸町立真龍中学校へ統合）[332]
- 厚岸町立苫田中学校（同上）[332]
- 厚岸町立床潭中学校（1959年厚岸町立厚岸中学校へ統合）[333]
- 厚岸町立末広中学校（同上）[333]
- 厚岸町立糸魚沢中学校（1963年真龍中へ統合）[332]
- 厚岸町立トライベツ小中学校（1977年高知小中へ統合）[334]
- 厚岸町立尾幌中学校（2009年真龍中へ統合）[332]
- 厚岸町立上尾幌中学校（同上）[332]
- 厚岸町立片無去中学校（2012年厚岸町立太田中学校へ統合）[335]
- 厚岸町立高知中学校（2019年休校）[336]

浜中町
- 浜中町立奔幌戸中学校（1993年浜中町立浜中中学校へ統合）[337]
- 浜中町立貰人中学校（同上）[337]
- 浜中町立姉別中学校（1995年浜中中へ統合）[337]
- 浜中町立姉別南中学校（2014年浜中中へ統合）[337]

浜中村（1963年・浜中町へ町制施行）
- 浜中村立榊町中学校（1954年浜中中へ統合）[337]

#### 川上郡（標茶町、弟子屈町）
標茶町
- 標茶町立中虹別中学校（1953年虹別中学校中虹別分校から改称、1964年標茶町立虹別中学校へ統合）[注釈 36]
- 標茶町立上久著呂中学校（1969年久著呂中央中へ統合）[338]
- 標茶町立新久著呂中学校（1970年久著呂中央中へ統合）[338]
- 標茶町立久著呂中学校（1972年久著呂中央中へ統合）[338]
- 標茶町立上沼幌中学校（1978年）[339]
- 標茶町立沼幌中学校（1980年）[340]
- 標茶町立弥栄中学校（1983年）[339]
- 標茶町立上茶安別中学校（2002年）[339]
- 標茶町立上御卒別中学校（2005年）[339]
- 標茶町立磯分内中学校（2012年標茶町立標茶中学校へ統合）[341]
- 標茶町立久著呂中央中学校（2015年標茶中へ統合）[342]
- 標茶町立阿歴内中学校（2016年標茶町立中茶安別中学校、標茶町立塘路中学校へ分割統合）[343]

弟子屈町
- 弟子屈町立和琴中学校（1986年弟子屈町立弟子屈中学校へ統合）[344]

#### 阿寒郡（鶴居村）
- 鶴居村立下幌呂中学校（1962年鶴居村立鶴居中学校へ統合）[345]
- 鶴居村立茂雪裡中学校（1967年鶴居中へ統合）[345]
- 鶴居村立支雪裡中学校（同上）[345]
- 鶴居村立中久著呂中学校（1969年標茶町立久著呂中央中学校へ統合）[338]
- 鶴居村立下久著呂中学校（1981年鶴居中へ統合）[345]
- 鶴居村立上幌呂中学校（1999年鶴居中へ統合）[345]
- 鶴居村立幌呂中学校（2025年鶴居中へ統合）[346]

#### 白糠郡（白糠町）
- 白糠町立中庶路中学校（1971年庶路中へ統合）[347]
- 白糠町立上庶路中学校（1978年庶路中へ統合）[347]
- 白糠町立縫別小中学校（1991年）[348]
- 白糠町立北進中学校（2001年白糠町立茶路中学校へ統合）[349]
- 白糠町立河原中学校（2007年茶路中へ統合）[349]
- 白糠町立庶路中学校（2018年庶路小と統合し白糠町立庶路学園へ）[350]
- 白糠町立白糠中学校（2022年8月20日白糠町立白糠小学校と統合し白糠町立白糠学園へ）[351]

### 根室振興局（旧根室支庁）

#### 根室市
- 根室市立槍昔中学校（1966年閉校[352]）
- 根室市立別当賀中学校（1989年根室市立厚床中学校へ統合）[注釈 37]
- 根室市立和田中学校（2006年根室市立幌茂尻小学校、根室市立和田小学校と統合し小中一貫校の海星小中へ）[353]
- 根室市立歯舞中学校（2020年歯舞小と統合し根室市立歯舞学園へ）[354]
- 根室市立啓雲中学校（2021年根室市立光洋中学校へ統合）[355]
- 根室市立海星小中学校（2023年義務教育学校の根室市立海星学校へ移行）[356]
- 根室市立落石中学校（2024年根室市立落石小学校と統合し根室市立おちいし義務教育学校へ移行）[357]

#### 野付郡（別海町）
別海町
- 別海町立本別中学校（1972年統合により別海町立上西春別中学校本別校舎となり、1973年実質統合）[358]
- 別海町立大成中学校（1972年統合により上西春別中大成校舎となり、1973年実質統合）[359]
- 別海町立泉川中学校（1974年上西春別中へ統合）[360]
- 別海町立光進中学校（2008年[361]）
- 別海町立別海中学校（2016年別海町立別海中央中学校[362]と別海町立野付中学校[363]へ分割統合）

別海村（1971年・別海町へ町制施行）
- 別海村立大和中学校（1966年別海中央中へ統合）[364]
- 別海村立南矢臼別中学校（1966年別海町立上風連中学校〈当時：別海村立〉へ統合）[365]
- 別海村立香川中学校（1967年上風連中へ統合）[366]
- 別海村立開南中学校（同上）[367]
- 別海村立走古丹中学校（1967年別海中へ統合）[368]
- 別海村立中春別中学校〈旧〉（1967年統合により別海町立中春別中学校〈当時：別海村立〉へ）[369]
- 別海村立床丹第一中学校（同上）[369]
- 別海村立床丹第二中学校（同上）[369]
- 別海村立床丹中学校（1968年別海中へ統合）[370]
- 別海村立恩根内中学校（1970年上春別中と中西別中へ分割統合）[371]

#### 標津郡（中標津町、標津町）
中標津町
- 中標津町立上標津中学校（1961年中標津町立計根別中学校へ統合）[372]
- 中標津町立俵橋中学校（1967年中標津町立中標津中学校へ統合）[373]
- 中標津町立当幌中学校（1971年中標津中へ統合）[373]
- 中標津町立開陽中学校（2001年中標津中へ統合）[373]
- 中標津町立西竹中学校（2005年計根別中へ統合）[372]
- 中標津町立養老牛中学校（同上）[372]
- 中標津町立保落中学校（2006年中標津中へ統合）[373]
- 中標津町立武佐中学校（2014年中標津町立広陵中学校へ統合）[374]

標津町
- 標津町立忠類中学校（1968年標津町立標津中学校へ統合）[375]
- 標津町立北標津中学校（2005年標津町立川北中学校へ統合）[376]
- 標津町立薫別中学校（2012年[377]）
- 標津町立古多糠中学校（2012年川北中へ統合）[376]

#### 目梨郡（羅臼町）
- 羅臼町立知円別中学校（2008年[378]）
- 羅臼町立植別中学校（2010年[378]）
- 羅臼町立羅臼中学校（2018年春松中と統合し羅臼町立知床未来中学校へ）[379]
- 羅臼町立春松中学校（2018年羅臼中と統合し知床未来中へ）[379]

## 私立中学校

### 石狩振興局（旧石狩支庁）

#### 札幌市
- 東海大学付属第四高等学校中等部（2017年）[380]
- 札幌聖心女子学院中学校（2024年休校、2025年閉校）

### 後志総合振興局（旧後志支庁）

#### 小樽市
- 双葉中学校（2019年休校）[381]

### 空知総合振興局（旧空知支庁）

#### 樺戸郡（月形町）
- 新墾藤学園中学校（1970年札幌市の藤女子中学校へ統合）[382]

### 上川総合振興局（旧上川支庁）

#### 旭川市
- 旭川藤女子中学校（2003年）[383]

### オホーツク総合振興局（旧網走支庁）

#### 北見市
- 北見藤女子中学校（1981年休校、2003年廃校）[220]

### 釧路総合振興局

#### 釧路市
- 武修館中学校(2025年廃校)[384]

### 胆振総合振興局（旧胆振支庁）

#### 室蘭市
- 海星学院中学校（1974年休校）[209][注釈 38]